# Bahnstrecke Worcester–Rochester
| Bahnhof Ayer, 1910. |                                                                                          |                                                        |                                                        |
| Streckenlänge: | 151,77 km                                                                                |                                                        |                                                        |
| Spurweite: | 1435 mm (Normalspur)                                                                     |                                                        |                                                        |
| Zweigleisigkeit: | ca. 2 km in Worcester, früher: Worcester–Nashua                                          |                                                        |                                                        |
| |                                                                                          |                                                        |                                                        |
| Gesellschaft: | Worcester–Barber: PW, Barber–Harvard: PAR, Harvard–Ayer: PAS, Ayer–Rochester: zuletzt BM |                                                        |                                                        |
| Mitbenutzungsrecht: | Worcester–Barber: PAR, Worcester–Ayer: CSXT                                              |                                                        |                                                        |
| \| \| \| \| \| \| \| \| nach Providence, New London und Albany \| \| \| \| \| nach Boston \| \| \| \| 0,00 \| Worcester MA Union Station (Keilbahnhof) \| Worcester MA Union Station (Keilbahnhof) \| \| \| \| Straßenbahn Worcester (Shrewsbury Street) \| \| \| \| \| St. Vincent Tunnel (ca. 310m) \| \| \| \| \| Goldsberry Street Tunnel (ca. 450m) \| \| \| \| 1,22 \| Worcester MA Lincoln Square \| Worcester MA Lincoln Square \| \| \| \| \| \| \| \| ca. 2 \| Ende Zweigleisigkeit \| Ende Zweigleisigkeit \| \| \| \| Interstate 190 \| \| \| \| \| Straßenbahn Worcester (West Boylston Drive) \| \| \| \| \| nach Winchendon \| \| \| \| 4,70 \| Barber (früher Barbers, Keilbahnhof) \| Barber (früher Barbers, Keilbahnhof) \| \| \| 5,66 \| Greendale MA \| Greendale MA \| \| \| 6,78 \| Bradley \| Bradley \| \| \| \| Straßenbahn Worcester (West Boylston Street) \| \| \| \| 7,42 \| Burncoat Street (früher Summit) \| Burncoat Street (früher Summit) \| \| \| \| Straßenbahn Worcester (Sterling Street) \| \| \| \| 14,10 \| West Boylston MA \| West Boylston MA \| \| \| \| Thomas Basin (früher Quinapoxet River) \| \| \| \| \| Verbindung nach Northampton \| \| \| \| 16,35 \| Oakdale MA \| Oakdale MA \| \| \| \| Strecke North Cambridge–Northampton \| \| \| \| \| Verbindung von Northampton \| \| \| \| \| Stillwater Basin (früher Stillwater River) \| \| \| \| \| Straßenbahn Worcester (Worcester Road) \| \| \| \| 19,15 \| Sterling Junction MA (früher Sterling) \| Sterling Junction MA (früher Sterling) \| \| \| \| nach Fitchburg \| \| \| \| 24,03 \| Clinton Junction MA \| Clinton Junction MA \| \| \| \| nach North Cambridge \| \| \| \| \| Coachlace Pond \| \| \| \| \| Verbindung nach Framingham \| \| \| \| \| Strecke Framingham–Pratts Junction \| \| \| \| 26,97 \| Clinton MA \| Clinton MA \| \| \| \| Straßenbahn Worcester (Main Street) \| \| \| \| 29,11 \| Thayer MA (früher Prescott, South Lancaster) \| Thayer MA (früher Prescott, South Lancaster) \| \| \| \| nach Hudson \| \| \| \| \| Nashua River \| \| \| \| 30,88 \| Lancaster MA \| Lancaster MA \| \| \| \| Nashua River \| \| \| \| 37,32 \| Still River \| Still River \| \| \| 40,86 \| Harvard MA \| Harvard MA \| \| \| \| Eigentumsgrenze PAR/PAS \| \| \| \| \| Anschluss Fort Devens \| \| \| \| ? \| Güterbahnhof Hill Yard \| Güterbahnhof Hill Yard \| \| \| \| Verbindungsgleise nach Boston/Fitchburg \| \| \| \| 45,08 \| Ayer MA (früher Ayer Junction, Groton Junction) \| Ayer MA (früher Ayer Junction, Groton Junction) \| \| \| \| Strecke Boston–Fitchburg \| \| \| \| \| Verbindungsgleis nach Boston \| \| \| \| \| Fitchburg and Leominster Street Railway (Main Street) \| \| \| \| \| Groton School Pond \| \| \| \| 50,76 \| Groton MA (früher Groton Centre) \| Groton MA (früher Groton Centre) \| \| \| \| nach Squannacook Junction \| \| \| \| 58,23 \| Pepperell MA \| Pepperell MA \| \| \| \| von Milford \| \| \| \| \| Nashua River \| \| \| \| \| Verbindungsgleis \| \| \| \| \| Massachusetts/New Hampshire \| \| \| \| 63,87 \| Hollis NH \| Hollis NH \| \| \| 72,68 \| Nashua NH Main Street \| Nashua NH Main Street \| \| \| \| Verbindungsgleis nach Concord \| \| \| \| \| Strecke Nashua–North Acton \| \| \| \| \| Verbindungsgleis von North Acton \| \| \| \| \| von Nashua City \| \| \| \| 73,80 \| Nashua NH Union Station (früher Nashua Junction) \| Nashua NH Union Station (früher Nashua Junction) \| \| \| \| Straßenbahn Nashua (East Hollis Street) \| \| \| \| \| von Concord \| \| \| \| \| nach Boston \| \| \| \| \| Merrimack River \| \| \| \| \| Bay State Street Railway (Lowell Road) \| \| \| \| \| Massachusetts Northeastern Street Railway (Burnham Rd) \| \| \| \| 77,69 \| Hudson NH \| Hudson NH \| \| \| 83,76 \| Anderson NH (früher West Windham) \| Anderson NH (früher West Windham) \| \| \| \| Interstate 93 \| \| \| \| \| Manchester–Lawrence \| \| \| \| 90,12 \| Windham NH (früher Windham Junction) \| Windham NH (früher Windham Junction) \| \| \| 96,51 \| Hubbard NH (früher Hubbards (East Derry)) \| Hubbard NH (früher Hubbards (East Derry)) \| \| \| 99,53 \| Hampstead NH (früher West Hampstead) \| Hampstead NH (früher West Hampstead) \| \| \| \| Exeter River \| \| \| \| 104,02 \| Sandown NH \| Sandown NH \| \| \| \| Exeter River (3×) \| \| \| \| 111,99 \| Fremont NH \| Fremont NH \| \| \| ? \| Lyford Crossing \| Lyford Crossing \| \| \| ? \| Martin Crossing \| Martin Crossing \| \| \| \| Verbindung nach Portsmouth \| \| \| \| \| Portsmouth–Bow Junction \| \| \| \| \| Verbindung von Bow Junction \| \| \| \| 119,14 \| Epping NH \| Epping NH \| \| \| \| Lamprey River \| \| \| \| 127,47 \| Lee NH \| Lee NH \| \| \| 141,10 \| Barrington NH \| Barrington NH \| \| \| \| Isinglass River \| \| \| \| 148,34 \| West Gonic NH (früher West Rochester) \| West Gonic NH (früher West Rochester) \| \| \| \| DS&R Street Railway (Gonic Road) \| \| \| \| \| Cocheco River \| \| \| \| \| von Dover \| \| \| \| \| Verbindung nach Jewett \| \| \| \| \| DS&R Street Railway (Portland Street) \| \| \| \| \| Dover–Alton Bay \| \| \| \| 151,77 \| Rochester NH \| Rochester NH \| \| \| \| nach Alton Bay und Verbindung nach Intervale Junction \| \| \| \| \| Strecke Jewett–Intervale Junction \| \| \| \| \| Verbindung von Jewett \| \| \| \| \| nach Portland \| \| |                                                                                          |                                                        |                                                        |
| |                                                                                          |                                                        |                                                        |
| Strecke |                                                                                          | nach Providence, New London und Albany                 | nach Providence, New London und Albany                 |
| Abzweig geradeaus und nach rechts |                                                                                          | nach Boston                                            | nach Boston                                            |
| ehemaliger Bahnhof | 0,00                                                                                     | Worcester MA Union Station (Keilbahnhof)               | Worcester MA Union Station (Keilbahnhof)               |
| Kreuzung geradeaus oben (Querstrecke außer Betrieb) |                                                                                          | Straßenbahn Worcester (Shrewsbury Street)              | Straßenbahn Worcester (Shrewsbury Street)              |
| Tunnel |                                                                                          | St. Vincent Tunnel (ca. 310m)                          | St. Vincent Tunnel (ca. 310m)                          |
| Tunnelanfang |                                                                                          | Goldsberry Street Tunnel (ca. 450m)                    | Goldsberry Street Tunnel (ca. 450m)                    |
| ehemaliger Bahnhof (im Tunnel) | 1,22                                                                                     | Worcester MA Lincoln Square                            | Worcester MA Lincoln Square                            |
| Tunnelende |                                                                                          |                                                        |                                                        |
| Blockstelle | ca. 2                                                                                    | Ende Zweigleisigkeit                                   | Ende Zweigleisigkeit                                   |
| Strecke mit Straßenbrücke |                                                                                          | Interstate 190                                         | Interstate 190                                         |
| Kreuzung (Querstrecke außer Betrieb) |                                                                                          | Straßenbahn Worcester (West Boylston Drive)            | Straßenbahn Worcester (West Boylston Drive)            |
| Abzweig geradeaus und nach links |                                                                                          | nach Winchendon                                        | nach Winchendon                                        |
| Dienststation / Betriebs- oder Güterbahnhof | 4,70                                                                                     | Barber (früher Barbers, Keilbahnhof)                   | Barber (früher Barbers, Keilbahnhof)                   |
| ehemaliger Haltepunkt / Haltestelle | 5,66                                                                                     | Greendale MA                                           | Greendale MA                                           |
| Dienststation / Betriebs- oder Güterbahnhof | 6,78                                                                                     | Bradley                                                | Bradley                                                |
| Kreuzung geradeaus unten (Querstrecke außer Betrieb) |                                                                                          | Straßenbahn Worcester (West Boylston Street)           | Straßenbahn Worcester (West Boylston Street)           |
| ehemaliger Haltepunkt / Haltestelle | 7,42                                                                                     | Burncoat Street (früher Summit)                        | Burncoat Street (früher Summit)                        |
| Kreuzung geradeaus oben (Querstrecke außer Betrieb) |                                                                                          | Straßenbahn Worcester (Sterling Street)                | Straßenbahn Worcester (Sterling Street)                |
| Dienststation / Betriebs- oder Güterbahnhof | 14,10                                                                                    | West Boylston MA                                       | West Boylston MA                                       |
| Brücke über Wasserlauf |                                                                                          | Thomas Basin (früher Quinapoxet River)                 | Thomas Basin (früher Quinapoxet River)                 |
| Abzweig geradeaus und ehemals nach links |                                                                                          | Verbindung nach Northampton                            | Verbindung nach Northampton                            |
| ehemaliger Bahnhof | 16,35                                                                                    | Oakdale MA                                             | Oakdale MA                                             |
| Kreuzung (Querstrecke außer Betrieb) |                                                                                          | Strecke North Cambridge–Northampton                    | Strecke North Cambridge–Northampton                    |
| Abzweig geradeaus und ehemals von links |                                                                                          | Verbindung von Northampton                             | Verbindung von Northampton                             |
| Brücke über Wasserlauf |                                                                                          | Stillwater Basin (früher Stillwater River)             | Stillwater Basin (früher Stillwater River)             |
| Kreuzung geradeaus unten (Querstrecke außer Betrieb) |                                                                                          | Straßenbahn Worcester (Worcester Road)                 | Straßenbahn Worcester (Worcester Road)                 |
| ehemaliger Bahnhof | 19,15                                                                                    | Sterling Junction MA (früher Sterling)                 | Sterling Junction MA (früher Sterling)                 |
| Abzweig geradeaus und ehemals nach links |                                                                                          | nach Fitchburg                                         | nach Fitchburg                                         |
| ehemaliger Haltepunkt / Haltestelle | 24,03                                                                                    | Clinton Junction MA                                    | Clinton Junction MA                                    |
| Abzweig geradeaus, ehemals nach rechts und ehemals von rechts |                                                                                          | nach North Cambridge                                   | nach North Cambridge                                   |
| Brücke über Wasserlauf |                                                                                          | Coachlace Pond                                         | Coachlace Pond                                         |
| Abzweig geradeaus und ehemals nach rechts |                                                                                          | Verbindung nach Framingham                             | Verbindung nach Framingham                             |
| Kreuzung geradeaus unten |                                                                                          | Strecke Framingham–Pratts Junction                     | Strecke Framingham–Pratts Junction                     |
| Dienststation / Betriebs- oder Güterbahnhof | 26,97                                                                                    | Clinton MA                                             | Clinton MA                                             |
| Kreuzung geradeaus oben (Querstrecke außer Betrieb) |                                                                                          | Straßenbahn Worcester (Main Street)                    | Straßenbahn Worcester (Main Street)                    |
| ehemaliger Bahnhof | 29,11                                                                                    | Thayer MA (früher Prescott, South Lancaster)           | Thayer MA (früher Prescott, South Lancaster)           |
| Abzweig geradeaus und ehemals nach rechts |                                                                                          | nach Hudson                                            | nach Hudson                                            |
| Brücke über Wasserlauf |                                                                                          | Nashua River                                           | Nashua River                                           |
| ehemaliger Bahnhof | 30,88                                                                                    | Lancaster MA                                           | Lancaster MA                                           |
| Brücke über Wasserlauf |                                                                                          | Nashua River                                           | Nashua River                                           |
| Dienststation / Betriebs- oder Güterbahnhof | 37,32                                                                                    | Still River                                            | Still River                                            |
| ehemaliger Haltepunkt / Haltestelle | 40,86                                                                                    | Harvard MA                                             | Harvard MA                                             |
| Kilometer-Wechsel |                                                                                          | Eigentumsgrenze PAR/PAS                                | Eigentumsgrenze PAR/PAS                                |
| Abzweig geradeaus und ehemals nach links |                                                                                          | Anschluss Fort Devens                                  | Anschluss Fort Devens                                  |
| Dienststation / Betriebs- oder Güterbahnhof | ?                                                                                        | Güterbahnhof Hill Yard                                 | Güterbahnhof Hill Yard                                 |
| Abzweig ehemals geradeaus, nach links und nach rechts |                                                                                          | Verbindungsgleise nach Boston/Fitchburg                | Verbindungsgleise nach Boston/Fitchburg                |
| Bahnhof (Strecke außer Betrieb) | 45,08                                                                                    | Ayer MA (früher Ayer Junction, Groton Junction)        | Ayer MA (früher Ayer Junction, Groton Junction)        |
| Kreuzung (Strecke geradeaus außer Betrieb) |                                                                                          | Strecke Boston–Fitchburg                               | Strecke Boston–Fitchburg                               |
| Abzweig geradeaus und von rechts (Strecke außer Betrieb) |                                                                                          | Verbindungsgleis nach Boston                           | Verbindungsgleis nach Boston                           |
| Kreuzung (Strecken außer Betrieb) |                                                                                          | Fitchburg and Leominster Street Railway (Main Street)  | Fitchburg and Leominster Street Railway (Main Street)  |
| Brücke über Wasserlauf (Strecke außer Betrieb) |                                                                                          | Groton School Pond                                     | Groton School Pond                                     |
| Bahnhof (Strecke außer Betrieb) | 50,76                                                                                    | Groton MA (früher Groton Centre)                       | Groton MA (früher Groton Centre)                       |
| Strecke (außer Betrieb) · Strecke von links (außer Betrieb) |                                                                                          | nach Squannacook Junction                              | nach Squannacook Junction                              |
| Bahnhof (Strecke außer Betrieb) · Bahnhof (Strecke außer Betrieb) | 58,23                                                                                    | Pepperell MA                                           | Pepperell MA                                           |
| Strecke (außer Betrieb) · Abzweig geradeaus und nach links (Strecke außer Betrieb) |                                                                                          | von Milford                                            | von Milford                                            |
| Strecke (außer Betrieb) · Brücke über Wasserlauf (Strecke außer Betrieb) |                                                                                          | Nashua River                                           | Nashua River                                           |
| Abzweig geradeaus und von links (Strecke außer Betrieb) · Strecke nach rechts (außer Betrieb) |                                                                                          | Verbindungsgleis                                       | Verbindungsgleis                                       |
| Grenze (Strecke außer Betrieb) |                                                                                          | Massachusetts/New Hampshire                            | Massachusetts/New Hampshire                            |
| Bahnhof (Strecke außer Betrieb) | 63,87                                                                                    | Hollis NH                                              | Hollis NH                                              |
| Bahnhof (Strecke außer Betrieb) | 72,68                                                                                    | Nashua NH Main Street                                  | Nashua NH Main Street                                  |
| Abzweig geradeaus und nach links (Strecke außer Betrieb) |                                                                                          | Verbindungsgleis nach Concord                          | Verbindungsgleis nach Concord                          |
| Kreuzung (Strecken außer Betrieb) |                                                                                          | Strecke Nashua–North Acton                             | Strecke Nashua–North Acton                             |
| Abzweig geradeaus und von rechts (Strecke außer Betrieb) |                                                                                          | Verbindungsgleis von North Acton                       | Verbindungsgleis von North Acton                       |
| Abzweig ehemals geradeaus und von links |                                                                                          | von Nashua City                                        | von Nashua City                                        |
| Dienststation / Betriebs- oder Güterbahnhof | 73,80                                                                                    | Nashua NH Union Station (früher Nashua Junction)       | Nashua NH Union Station (früher Nashua Junction)       |
| Kreuzung (Querstrecke außer Betrieb) |                                                                                          | Straßenbahn Nashua (East Hollis Street)                | Straßenbahn Nashua (East Hollis Street)                |
| Abzweig geradeaus und von links |                                                                                          | von Concord                                            | von Concord                                            |
| Abzweig ehemals geradeaus und nach rechts |                                                                                          | nach Boston                                            | nach Boston                                            |
| Brücke über Wasserlauf (Strecke außer Betrieb) |                                                                                          | Merrimack River                                        | Merrimack River                                        |
| Kreuzung (Strecken außer Betrieb) |                                                                                          | Bay State Street Railway (Lowell Road)                 | Bay State Street Railway (Lowell Road)                 |
| Kreuzung (Strecken außer Betrieb) |                                                                                          | Massachusetts Northeastern Street Railway (Burnham Rd) | Massachusetts Northeastern Street Railway (Burnham Rd) |
| Haltepunkt / Haltestelle (Strecke außer Betrieb) | 77,69                                                                                    | Hudson NH                                              | Hudson NH                                              |
| Bahnhof (Strecke außer Betrieb) | 83,76                                                                                    | Anderson NH (früher West Windham)                      | Anderson NH (früher West Windham)                      |
| Strecke mit Straßenbrücke (Strecke außer Betrieb) |                                                                                          | Interstate 93                                          | Interstate 93                                          |
| Kreuzung (Strecken außer Betrieb) |                                                                                          | Manchester–Lawrence                                    | Manchester–Lawrence                                    |
| Bahnhof (Strecke außer Betrieb) | 90,12                                                                                    | Windham NH (früher Windham Junction)                   | Windham NH (früher Windham Junction)                   |
| Haltepunkt / Haltestelle (Strecke außer Betrieb) | 96,51                                                                                    | Hubbard NH (früher Hubbards (East Derry))              | Hubbard NH (früher Hubbards (East Derry))              |
| Bahnhof (Strecke außer Betrieb) | 99,53                                                                                    | Hampstead NH (früher West Hampstead)                   | Hampstead NH (früher West Hampstead)                   |
| Brücke über Wasserlauf (Strecke außer Betrieb) |                                                                                          | Exeter River                                           | Exeter River                                           |
| Bahnhof (Strecke außer Betrieb) | 104,02                                                                                   | Sandown NH                                             | Sandown NH                                             |
| Brücke über Wasserlauf (Strecke außer Betrieb) |                                                                                          | Exeter River (3×)                                      | Exeter River (3×)                                      |
| Bahnhof (Strecke außer Betrieb) | 111,99                                                                                   | Fremont NH                                             | Fremont NH                                             |
| Haltepunkt / Haltestelle (Strecke außer Betrieb) | ?                                                                                        | Lyford Crossing                                        | Lyford Crossing                                        |
| Haltepunkt / Haltestelle (Strecke außer Betrieb) | ?                                                                                        | Martin Crossing                                        | Martin Crossing                                        |
| Abzweig geradeaus und nach rechts (Strecke außer Betrieb) |                                                                                          | Verbindung nach Portsmouth                             | Verbindung nach Portsmouth                             |
| Kreuzung (Strecken außer Betrieb) |                                                                                          | Portsmouth–Bow Junction                                | Portsmouth–Bow Junction                                |
| Abzweig geradeaus und von links (Strecke außer Betrieb) |                                                                                          | Verbindung von Bow Junction                            | Verbindung von Bow Junction                            |
| Bahnhof (Strecke außer Betrieb) | 119,14                                                                                   | Epping NH                                              | Epping NH                                              |
| Brücke über Wasserlauf (Strecke außer Betrieb) |                                                                                          | Lamprey River                                          | Lamprey River                                          |
| Bahnhof (Strecke außer Betrieb) | 127,47                                                                                   | Lee NH                                                 | Lee NH                                                 |
| Bahnhof (Strecke außer Betrieb) | 141,10                                                                                   | Barrington NH                                          | Barrington NH                                          |
| Brücke über Wasserlauf (Strecke außer Betrieb) |                                                                                          | Isinglass River                                        | Isinglass River                                        |
| Bahnhof (Strecke außer Betrieb) | 148,34                                                                                   | West Gonic NH (früher West Rochester)                  | West Gonic NH (früher West Rochester)                  |
| Kreuzung (Strecken außer Betrieb) |                                                                                          | DS&R Street Railway (Gonic Road)                       | DS&R Street Railway (Gonic Road)                       |
| Brücke über Wasserlauf (Strecke außer Betrieb) |                                                                                          | Cocheco River                                          | Cocheco River                                          |
| Abzweig geradeaus und von rechts (Strecke außer Betrieb) |                                                                                          | von Dover                                              | von Dover                                              |
| Abzweig geradeaus und nach rechts (Strecke außer Betrieb) |                                                                                          | Verbindung nach Jewett                                 | Verbindung nach Jewett                                 |
| Kreuzung (Strecken außer Betrieb) |                                                                                          | DS&R Street Railway (Portland Street)                  | DS&R Street Railway (Portland Street)                  |
| Kreuzung (Strecken außer Betrieb) |                                                                                          | Dover–Alton Bay                                        | Dover–Alton Bay                                        |
| Bahnhof (Strecke außer Betrieb) | 151,77                                                                                   | Rochester NH                                           | Rochester NH                                           |
| Abzweig geradeaus und nach links (Strecke außer Betrieb) |                                                                                          | nach Alton Bay und Verbindung nach Intervale Junction  | nach Alton Bay und Verbindung nach Intervale Junction  |
| Kreuzung (Strecke geradeaus außer Betrieb) |                                                                                          | Strecke Jewett–Intervale Junction                      | Strecke Jewett–Intervale Junction                      |
| Abzweig geradeaus und von rechts (Strecke außer Betrieb) |                                                                                          | Verbindung von Jewett                                  | Verbindung von Jewett                                  |
| Strecke (außer Betrieb) |                                                                                          | nach Portland                                          | nach Portland                                          |

Die Bahnstrecke Worcester–Rochester ist eine Eisenbahnverbindung in Massachusetts und New Hampshire (Vereinigte Staaten). Sie ist knapp 152 Kilometer lang und verbindet die Städte Worcester, Ayer, Nashua und Rochester. Der größte Teil der früheren Hauptstrecke, nämlich der Abschnitt Ayer–Rochester, ist stillgelegt. Der verbleibende Abschnitt wird durch die Pan Am Railways ausschließlich im Güterverkehr betrieben. Die CSX Transportation hat ein Mitbenutzungsrecht für diesen Streckenabschnitt. Der Abschnitt von Harvard nach Ayer gehört der Pan Am Southern, einer gemeinsamen Tochtergesellschaft der Pan Am Railways und der Norfolk Southern Railway.

## Geschichte
Nachdem Worcester in den 1840er Jahren zu einem wichtigen Bahnknoten in Massachusetts wurde, plante man, diesen an die Strecken nach Norden anzuschließen und so durchgehenden Verkehr nach New Hampshire zu ermöglichen. Die Worcester and Nashua Railroad nahm sich dieses Planes an und baute eine normalspurige zunächst eingleisige Eisenbahnstrecke von Worcester über Ayer nach Nashua, wo sie an die bereits in den 1830er Jahren eröffneten Bahnstrecken Nashua–Concord und Lowell–Nashua anschloss. Im Juli 1848 ging der Abschnitt bis Ayer in Betrieb, der vorläufige Endbahnhof Nashua wurde am 18. Dezember des gleichen Jahres erreicht.
Die Nashua and Rochester Railroad wollte etwa 20 Jahre später diese Bahnstrecke verlängern, sodass durchgehende Züge nach Maine auf ihr fahren konnten. Zwischen Rochester und Portland bestand bereits die Bahnstrecke Portland–Rochester. Sie eröffnete daher den verbleibenden Abschnitt von Nashua nach Rochester am 24. November 1874. Schon bald darauf wurde der durchgehende Verkehr zwischen Worcester und Portland aufgenommen. Ab 1883 stand die gesamte Bahnstrecke unter der Betriebsführung der Worcester, Nashua and Rochester Railroad, die aus der Fusion der beiden älteren Bahngesellschaften hervorgegangen war. 1886 wurde die Strecke durch die Boston and Maine Railroad gepachtet und 1911 gekauft.
Der neue Betreiber führte im Juni 1887 den Bar Harbor Express New York City–Bar Harbor ein, der die Strecke in voller Länge benutzte, ab 1911 jedoch zwischen Ayer und Portland über Lowell und Dover geleitet wurde. Auch andere Expresszüge benutzten die Strecke zwischen Worcester und Ayer. Die gesamte Strecke von Worcester bis Nashua wurde daher 1913 zweigleisig ausgebaut und mit Blocksignalen ausgestattet.
Der Verkehr ging jedoch nach dem Ersten Weltkrieg stark zurück. 1928 endete der durchlaufende Personenverkehr nach Portland und auch in Nashua musste nun umgestiegen werden. 1930 wurde der durchgehende Güterverkehr zwischen Worcester und Nashua eingestellt, zwischen Ayer und Nashua bestand nur noch lokaler Güterverkehr. Der Personenverkehr zwischen Ayer und Rochester – zuletzt mit einem gaselektrischen Triebwagen durchgeführt – wurde am 3. März 1934 (Nashua–Rochester) bzw. 14. April 1934 (Ayer–Nashua) eingestellt. Bereits 1929 war das zweite Gleis nördlich von Ayer abgebaut worden. 1934 wurde die Bahnstrecke in Ayer geteilt, da die durchgehende Gleisverbindung zwischen den Streckenabschnitten nach Worcester und Nashua mit der Kreuzung über die Bahnstrecke Boston–Fitchburg abgebaut wurde. Im gleichen Jahr endete zwischen Hollis und Hudson, außer auf etwa zwei Kilometern im Stadtgebiet von Nashua, der Gesamtverkehr. Dieser Abschnitt wurde 1942 stillgelegt. Bereits im September 1935 waren die Abschnitte Hudson–Fremont und Epping–West Gonic stillgelegt worden, die Gleise wurden hier ebenfalls 1942 abgebaut. Der Staat New Hampshire baute auf einem Teil dieser Abschnitte den Highway 111. 1940 war in Pepperell eine Verbindungsstrecke zur gleichzeitig stillgelegten Bahnstrecke Squannacook Junction–Milford eingebaut worden, über die Güterkunden in Pepperell entlang dieser Strecke bedient werden konnten.
Zwischen Worcester und Ayer verkehrten noch bis April 1953 lokale Personenzüge und bis Oktober 1960 wurde die Strecke durch den State of Maine Express benutzt. Für einige Monate wurde ein Rest dieses Expresszuges, nämlich der Abschnitt von Worcester über Ayer nach Haverhill noch weiterbetrieben, ehe Anfang 1961 auch damit Schluss war. Das zweite Gleis zwischen Barber und Ayer wurde etwa in dieser Zeit ebenfalls abgebaut.
Etwa 1981 endete der Verkehr zwischen West Gonic und Rochester und 1982 auch zwischen Fremont und Epping. Nachdem eine Papierfabrik in Pepperell, die als einziger Kunde auf dem Abschnitt Ayer–Hollis verblieben war, geschlossen wurde, legte die Boston&Maine 1982 diesen Abschnitt ebenfalls still. 1983 übernahm die Guilford Transportation, seit 2006 unter dem Namen Pan Am Railways, den Betrieb auf den verbleibenden beiden Streckenabschnitten. Das kurze Anschlussgleis in Nashua wurde 1993 stillgelegt, sodass heute nur noch der Abschnitt Worcester–Ayer betrieben wird. Anfang des 21. Jahrhunderts wurde auch zwischen Worcester und Barber das zweite Gleis stillgelegt, lediglich etwa zwei Kilometer im Zentrum von Worcester werden weiterhin zweigleisig betrieben. Bis Barber liegt das zweite Gleis zwar noch, ist aber nicht mehr angebunden. 2009 gründeten die Pan Am Railways und die Norfolk Southern Railway gemeinsam die Pan Am Southern, die neben der in Ayer kreuzenden Fitchburg-Hauptstrecke auch den Abschnitt von Harvard nach Ayer übernahm.

## Personenverkehr
Der Fahrplan vom 28. September 1913 sah ab Worcester an Werktagen acht Zugpaare nach Nashua, davon zwei weiter nach Rochester und Portland, zwei Zugpaare nach Bradley sowie ein Zugpaar nach Barber vor. Daneben verkehrten zwei gemischte Züge Nashua–Rochester. An Sonntagen fuhren drei Züge nach Nashua bzw. Portland. Darunter war der täglich verkehrende Expresszug New York City–Portland, der die WNR zwischen Worcester und Ayer befuhr und über Lowell und Dover nach Portland verkehrte. Die Reisezeit zwischen Worcester und Nashua betrug je nach Aufenthalt in Ayer zwischen 85 und 131 Minuten und zwischen Nashua und Rochester zwischen 95 und 105 Minuten für die Personenzüge und drei bis vier Stunden für die gemischten Züge.
Nach dem Fahrplan vom 15. Januar 1934 fuhren damals noch zwei werktägliche sowie ein sonntägliches Personenzugpaar Worcester–Nashua sowie der State of Maine Express, der wie 1913 täglich zwischen New York City und Portland über Worcester, Ayer, Lowell verkehrte und dabei zwischen Worcester und Ayer die Bahnstrecke mitbenutzte. Zwischen Nashua und Rochester verkehrte nur noch ein einziges werktägliches Zugpaar. Die Reisezeit hatte sich mit 95 bis 123 Minuten für den Abschnitt Worcester–Nashua und 105 Minuten für den Abschnitt Nashua–Rochester im Vergleich zu 1913 kaum verändert.

## Streckenbeschreibung
Die Eisenbahnstrecke beginnt in der Worcester Union Station und verlässt diese nordwärts. Auf den ersten Kilometern bis Barber, wo die Bahnstrecke Barber–Gardner abzweigt, ist die Strecke zweigleisig. Die Strecke verläuft nun kurvenreich weiter nordwärts und überquert bei Oakdale zwei Gewässer, die Ausläufer des Wachusett-Stausees sind. In Sterling Junction biegt die Strecke nach Osten ab und verläuft am Südufer der Waushaccum Ponds bis Clinton. Hier überquert die Bahnstrecke Framingham–Fitchburg die Bahnstrecke, die ab hier nordostwärts verläuft. Am Bahnknoten Ayer kreuzte die Strecke bis 1934 niveaugleich die Hauptstrecke Boston–Fitchburg. Heute endet hier die Bahnstrecke und mündet in einem Gleisdreieck auf die Hauptstrecke. 
Die nunmehr gleislose Trasse verläuft weiter nordwärts und führt kurvenreich entlang des Nashua River nach Nashua. Hier biegt die Strecke nach Nordosten ab und überquert an der früheren Nashua Union Station die Hauptstrecke Boston–Montréal. Unmittelbar nach dem Bahnhof kreuzte die Bahntrasse den Merrimack River. Die Brücke wurde nach Stilllegung dieses Streckenabschnitts 1942 abgerissen. Im weiteren Verlauf wird die Trasse bis Windham heute vom Highway 111 benutzt. Die Trasse führt weiter nordwärts und quert in Windham die ebenfalls stillgelegte Bahnstrecke Manchester–Lawrence sowie in Epping die Strecke Portsmouth–Concord niveaugleich. Von der Eisenbahnstrecke sind in diesem Bereich nur noch sporadisch Bahndämme und Einschnitte zu sehen. Im Bahnknoten Rochester endet die Strecke und geht in die Bahnstrecke Portland–Rochester über.